# Белиця (Хорватія)
46°24′ пн. ш. 16°31′ сх. д. / 46.40° пн. ш. 16.51° сх. д.
Белиця (хорв. Belica) – громада і населений пункт в Меджимурській жупанії Хорватії.

## Населення
Населення громади за даними перепису 2011 року становило 3 176 осіб. Населення самого поселення становило 2 278 осіб.
Динаміка чисельності населення громади:
Динаміка чисельності населення центру громади:

## Населені пункти
Крім поселення Белиця, до громади також входить Гардиновець.

## Клімат
Середня річна температура становить 10,35°C, середня максимальна – 25,37°C, а середня мінімальна – -7,02°C. Середня річна кількість опадів – 807,00 мм.
| Клімат поселення                              | Клімат поселення | Клімат поселення | Клімат поселення | Клімат поселення | Клімат поселення | Клімат поселення | Клімат поселення | Клімат поселення | Клімат поселення | Клімат поселення | Клімат поселення | Клімат поселення | Клімат поселення |
| Показник                                      | Січ.             | Лют.             | Бер.             | Квіт.            | Трав.            | Черв.            | Лип.             | Серп.            | Вер.             | Жовт.            | Лист.            | Груд.            |                  |
| Середній максимум, °C                         | 5,62             | 7,78             | 12,40            | 17,04            | 22,51            | 25,37            | 24,60            | 23,98            | 19,61            | 14,30            | 8,40             | 4,58             |                  |
| Середня температура, °C                       | −0,7             | 1,46             | 6,08             | 10,70            | 16,19            | 19,05            | 20,58            | 19,96            | 15,58            | 10,30            | 4,38             | 0,57             |                  |
| Середній мінімум, °C                          | −7,02            | −4,86            | −0,24            | 4,40             | 9,86             | 12,72            | 16,56            | 15,94            | 11,56            | 6,29             | 0,37             | −3,45            |                  |
| Норма опадів, мм                              | 38               | 41               | 51               | 63               | 72               | 91               | 88               | 84               | 78               | 72               | 75               | 54               |                  |
| Середньомісячна швидкість вітру, м/с          | 2.03             | 2.30             | 2.61             | 2.68             | 2.47             | 2.20             | 2.10             | 1.90             | 1.90             | 1.96             | 2.10             | 2.10             |                  |
| Середньомісячна сонячна радіація, кДж/м²·день | 4008             | 6692             | 10541            | 14937            | 19005            | 20860            | 21381            | 18707            | 13865            | 8574             | 4421             | 3207             |                  |
| --------------------------------------------- | ---------------- | ---------------- | ---------------- | ---------------- | ---------------- | ---------------- | ---------------- | ---------------- | ---------------- | ---------------- | ---------------- | ---------------- | ---------------- |
| Джерело:                                      |                  |                  |                  |                  |                  |                  |                  |                  |                  |                  |                  |                  |                  |